# وادي الحميدي (الحيمة الخارجية)

تعديل مصدري - تعديل

وادي الحميدي هي إحدى قرى عزلة بنى شمهان بمديرية الحيمة الخارجية التابعة لمحافظة صنعاء، بلغ تعداد سكانها 107 نسمة حسب تعداد اليمن لعام 2004.